# 雄州街道 (南京市)
雄州街道是中华人民共和国江苏省南京市六合区下辖的一个街道办事处。位于六合区中部，为六合区政府所在地。

## 建制沿革
2000年3月，六合县以原六城镇、灵岩镇、龙池乡合并成立雄州镇。
2007年，撤销南京市六合区雄州镇设立雄州街道办事处。雄州街道以及以前的六城镇一直是六合区的政治经济文化中心。
2012年8月17日，江苏省人民政府批复同意将瓜埠镇与雄州街道办事处合并，设立新的雄州街道办事处。街道办事处驻雄州东路299号。

## 行政区划
雄州街道下辖以下村级行政区划单位：
灵岩社区、龙津社区、观滁社区、天一社区、古棠社区、荷花社区、紫霞社区、方州社区、凤凰社区、泰山社区、冶浦社区、桥西社区、红星村、西陈村、山西村、高余村、龙虎营社区村、骁营村、山北社区村、钱仓社区村、瓜埠山社区、红光村、红山窑村、台园村、双丰村、贾裴村和砂子沟村。